# 施安娜·馬佩利·莫茨
施安娜·伊利沙伯·馬佩利·莫茨（英語：Sienna Elizabeth Mapelli Mozzi，2021年9月18日—），是艾杜亞度·馬佩利·莫茨與碧翠絲公主的長女。她在外曾祖母伊利沙伯二世在位期間出生，當時是英國王位繼承順序的第十一位，現時則是第十位。

## 出生與家庭
2021年9月18日，施安娜·伊利沙伯·馬佩利·莫茨於英國夏令時間23:42在倫敦的切爾西與西敏醫院出生。她有一名同父異母的哥哥克里斯多福·伍爾夫（Christopher Woolf，生於2016年），是父親艾杜亞度·馬佩利·莫茨與前未婚妻黃達拉所生。
施安娜的母親碧翠絲公主是約克公爵安德魯王子與約克公爵夫人莎拉的長女，而安德魯王子是伊利沙伯二世的兒子，因此施安娜成為女王第12位、也是對方離世前最後一個出生的曾孫輩。她在英國王位繼承順序中排名第11位，僅次於母親。2022年9月8日，伊利沙伯二世逝世後，她上升至第10位。
2022年4月29日，施安娜在聖詹姆士宮的皇家禮拜堂受洗，其中一位教母為營養師加布里埃拉·皮科克（Gabriela Peacock）。

## 成長
施安娜最初與父母居於聖詹姆士宮的四居室公寓，後來於2022年底搬至科茨沃爾德的一處莊園。
2024年12月，施安娜與父母和其他王室成員共進聖誕午餐後，與家人坐私家車離開，期間坐在汽車後座的她首次被拍到。
2025年1月22日，施安娜的妹妹雅典娜·馬佩利·莫茨出生。

## 外部連結
| 施安娜·馬佩利·莫茨 出生于：2021年9月18日 | 施安娜·馬佩利·莫茨 出生于：2021年9月18日 | 施安娜·馬佩利·莫茨 出生于：2021年9月18日 |
| 頭銜繼承順序                             | 頭銜繼承順序                             | 頭銜繼承順序                             |
| ---------------------------------------- | ---------------------------------------- | ---------------------------------------- |
| 前任者： 碧翠絲公主                      | 英國王位繼承 第十順位                    | 下一順位： 雅典娜·馬佩利·莫茨            |